# HMS Virtue (P75)
Le HMS Virtue (pennant number : P75) est un sous-marin de classe V de la Royal Navy.

## Engagements
Le HMS Virtue fut construit par Vickers-Armstrongs à Barrow-in-Furness au Royaume-Uni. Il a été commandé le 5 décembre 1941. Sa quille est posée le 17 février 1943, il est lancé le 29 novembre 1943 et terminé le 29 février 1944. Son nom signifie « vertu » en anglais. Et de fait, son insigne représentait le bras d'un chevalier en armure sortant des eaux et tenant une étoile à six rayons, évocation de l'idéal de vertu lié aux idéaux de chevalerie.
Une fois terminé, il quitta son chantier de construction pour Holy Loch, sur la côte ouest de l’Écosse, afin de commencer une période d’essais et d’entraînement. Il a été mis en service le 29 février 1944 à Holy Loch sous le nom de HMS Virtue. Il avait pour commandant le Lieutenant Rudland Dallas Cairns, DSC, RN, depuis le 1er décembre 1943.

### mer Méditerranée
Après avoir terminé ses essais, le HMS Virtue a été affecté à la 10e flottille de sous-marins, basée à Malte. Il a servi pendant les dernières phases de la campagne alliée en mer Méditerranée, effectuant quatre patrouilles de guerre en mer Égée.
Il effectue sa première patrouille de combat à la fin du mois de juillet 1944, opérant en Méditerranée orientale. Ses trois premières rencontres avec l’ennemi donnèrent lieu à des attaques à la torpille, mais dans ces trois occasions, la cible a été manquée :
- le 26 juillet 1944, il tire quatre torpilles sur le voilier allemand Doxa (504 TJB) au large de la baie de Souda, en Crète. Toutes les torpilles manquent la cible[4].
- trois jours plus tard, le 29 juillet, il attaque un voilier allemand avec des torpilles et des tirs à 13 milles marins au sud-sud-ouest de Milos, mais le navire s’échappe.
- le lendemain, le 30 juillet, il tire une torpille contre le petit navire marchand allemand Dresden (120 TJB) à l’est de l’île d’Anánes en Grèce. La torpille manque la cible[4].

Durant les trois engagements suivants, il a attaqué en surface en utilisant son canon de pont, ce qui a entraîné le naufrage de six navires ennemis :
- le 16 août 1944, il coule trois voiliers avec ses tirs et en les éperonnant, à neuf milles au sud de Milos[4].
- le 19 août, il coule par ses tirs un autre voilier au sud de Milos[3].
- le 21 août, il coule avec des tirs deux voiliers au large du cap Spada, en Crète[4].

La malchance du HMS Virtue avec ses attaques à la torpille s’est poursuivie en septembre :
- le 12 septembre, il tire trois torpilles contre un patrouilleur auxiliaire au nord-ouest de l’île de Psathoura, en Grèce. Toutes les torpilles manquent leur cible[4].
- Le lendemain 13 septembre, il tire trois torpilles contre le garde-filets auxiliaire allemand Piraeus (670 TJB) dans le canal de Skiathos, en Grèce. Toutes les torpilles manquent leur cible[4].

Lors de sa dernière patrouille en mer Égée, aucun engagement à la torpille n’a été effectué, mais quatre navires ont été coulés par des tirs de canon :
- Le 9 octobre 1944, il coule par ses tirs le voilier grec Aghios Matthaios (35 TJB) à l’ouest du cap Stávros, en Crète[4].
- Le lendemain 10 octobre, alors qu’il opère au large de la Crète, il coule les voiliers grecs Sophia (150 TJB) et Aghia Anna (50 TJB) à coups de canon[4].

Sa dernière action en mer Égée a eu lieu le 11 octobre lorsqu’il coule un transport d’eau et deux navires plus petits par ses tirs au large du cap Dhia, en Crète.

### Océan Pacifique
En novembre 1944, le HMS Virtue a été affecté dans le Pacifique et a appareillé le 20 novembre, en compagnie de son sister-ship HMS Vivid, pour Bombay, la première étape de leur déploiement. Ils sont arrivés à Bombay le 12 décembre. Les deux sous-marins devaient participer à des exercices anti-sous-marins au cours des deux mois suivants.
Le HMS Virtue a quitté Bombay pour Colombo le 17 février 1945, en route pour Fremantle, en Australie-Occidentale, où il est arrivé le 16 mars. Il est sous le contrôle opérationnel de la 7th Fleet, Task Force 71 des États-Unis pour des opérations dans le Pacifique. Il était prévu qu’il opérerait à partir de Subic Bay, aux Philippines. Il atteint Melbourne le 5 avril et continue vers Sydney où il arrive le 16 avril.
Une semaine plus tard, il a commencé une série d’exercices au large de Sydney. Le 22 avril, il a mené des exercices d’attaque en compagnie de ses sister-ships HMS Voracious et HMS Vox au cours desquels le croiseur léger HMS Newcastle a servi de cible. Au cours du mois suivant, il a participé à un certain nombre d’exercices anti-sous-marins au large des côtes de la Nouvelle-Galles du Sud, dont un avec le destroyer HMAS Quadrant le 6 mai.
Le HMS Virtue quitte Sydney pour Brisbane le 19 mai 1945. Il est escorté par les navires polyvalents HMAS Limosa et HMAS Tringa. Un jour seulement après la sortie du port, le Tringa a eu des problèmes de moteur. Il a été pris en remorque par le Virtue et a mis le cap sur Newcastle (Nouvelle-Galles du Sud). Au cours de cette manœuvre, la ligne de remorquage s’est cassée à plusieurs reprises, une fois empêtrée avec l’hélice tribord du Virtue. Deux jours plus tard, il reprend son passage vers Brisbane en compagnie du HMAS Limosa. À son arrivée le 25 mai, il a été immédiatement placé en cale sèche pour effectuer des réparations à son hélice tribord. Il a largué les amarres le lendemain et a quitté Brisbane. Escorté par le dragueur de mines HMAS Fremantle, il était maintenant en route vers Manus, dans les îles de l'Amirauté, où il est arrivé le 3 juin.
À un moment donné, ses ordres de se rendre à Subic Bay ont été modifiés. Il est donc resté à Manus, participant à divers exercices avec des navires de la British Pacific Fleet. À partir du 8 juin, il a mené des exercices anti-sous-marins en compagnie des destroyers HMS Terpsichore et HMS Tenacious. Pendant le reste du mois de juin, il participe à six autres exercices, avec le dragueur de mines HMAS Gawler le 9 juin, la frégate HMAS Gascoyne les 18, 19 et 20 juin, les destroyers HMS Troubridge le 25 juin et Tenacious le 29 juin. Il appareille de Manus le 30 juin pour retourner à Sydney, escorté par le dragueur de mines HMAS Toowoomba. Il est arrivé à Sydney le 13 juillet. Le 3 août, le Lieutenant Rudland Dallas Cairns (qui est nommé Lieutenant commander à son retour en Australie) est relevé de son commandement, et le Lieutenant Iwan Geoffrey Raikes, DSC, RN, est nommé commandant.
Le HMS Virtue a ensuite repris la mer le 10 août, pour une série d’exercices anti-sous-marins avec le dragueur de mines HMAS Wollongong le 10 août, le destroyer HMS Tuscan le 11 août, le croiseur HMS Swiftsure et le destroyer HMS Kempenfelt le 12 août. Il se trouvait dans le port de Sydney lorsque la capitulation du Japon a été annoncée le 15 août 1945.

## Après-guerre
Libéré des opérations avec la Task Force 71 dans le Pacifique, il semble avoir opéré dans le cadre de la 4e flottille de sous-marins britanniques (HMS Virtue, Voracious, Vox, Tapir, HMS Taurus, Totem et Turpin) rattachée au navire ravitailleur de sous-marins HMS Adamant basé à Fremantle. Il est ensuite enregistré comme faisant des visites de courtoisie dans divers ports au nord de Sydney. Il est arrivé à Newcastle, en Nouvelle-Galles du Sud, le 31 août pour une visite de cinq jours au cours de laquelle le bateau était ouvert au public. De plus un groupe de trois officiers et 17 matelots ont défilé de King’s Wharf à l’hôtel de ville pour assister à une cérémonie patriotique. Le 4 septembre, il quitte Newcastle pour Brisbane où il arrive le 7 septembre. À Brisbane, il a été stationné à côté de la base de réparation R.N. HMS Furneaux, New Wharf et ouvert au public les 7, 8 et 9 septembre. De Brisbane, il a navigué 800 miles au nord de Townsville, Queensland et a été amarré à côté du HMAS Magnetic. Il a été visité par le personnel de la Royal Australian Navy et les habitants de Townsville. On ne sait pas où il est allé après avoir quitté Townsville. De même, le Lieutenant Raikes a quitté le bord le 1er octobre, mais il n’y a aucune trace de qui a pris la relève en tant que commandant. Le HMS Virtue apparaît ensuite à Sydney en janvier 1946.
Le 23 janvier 1946, le HMS Virtue, en compagnie des Voracious et Vox, appareille de Sydney à destination de Fremantle où ils devaient arriver le 2 février. En raison de problèmes mécaniques, ils ont dû se rendre à Melbourne tard dans la soirée du 29 janvier et passeront les quatre semaines suivantes à Nelson Pier, Williamstown, le temps que des réparations soient effectuées.
Après être restés un mois à Melbourne, les trois sous-marins quittent ce port le 26 février. Ils arrivent à Fremantle le 6 mars. Le HMS Virtue jette l’ancre dans les chemins Gage, près du navire ravitailleur de sous-marins HMS Adamant, les Voracious et Vox étant amarrés au quai nord numéro 1. Le 29 mars, les trois sous-marins de classe V appareillent de Fremantle pour Trincomalee via Singapour. On ne sait pas quand ils sont arrivés à Trincomalee.

## Élimination
Il avait déjà été décidé que le Virtue était excédentaire par rapport aux besoins et ne serait pas conservé dans la flotte de réserve. Il est arrivé à Cochin, en Inde, afin d’y être démantelé pour la ferraille le 9 mai 1946.